# RGS10
RGS10 (англ. Regulator of G protein signaling 10) – білок, який кодується однойменним геном, розташованим у людей на короткому плечі 10-ї хромосоми. Довжина поліпептидного ланцюга білка становить 173 амінокислот, а молекулярна маса — 20 236.
| 10         |  | 20         |  | 30         |  | 40         |  | 50         |
| ---------- |  | ---------- |  | ---------- |  | ---------- |  | ---------- |
| MQSELCFADI |  | HDSDGSSSSS |  | HQSLKSTAKW |  | AASLENLLED |  | PEGVKRFREF |
| LKKEFSEENV |  | LFWLACEDFK |  | KMQDKTQMQE |  | KAKEIYMTFL |  | SSKASSQVNV |
| EGQSRLNEKI |  | LEEPHPLMFQ |  | KLQDQIFNLM |  | KYDSYSRFLK |  | SDLFLKHKRT |
| EEEEEDLPDA |  | QTAAKRASRI |  | YNT        |  |            |  |            |

A: Аланін

C: Цистеїн

D: Аспарагінова кислота

E: Глутамінова кислота

F: Фенілаланін

G: Гліцин

H: Гістидин

I: Ізолейцин

K: Лізин

L: Лейцин

M: Метіонін

N: Аспарагін

P: Пролін

Q: Глутамін

R: Аргінін

S: Серин

T: Треонін

V: Валін

W: Триптофан

Кодований геном білок за функціями належить до активаторів гтфаз, фосфопротеїнів, інгібіторів передачі внутрішньоклітинних сигналів. 
Задіяний у такому біологічному процесі, як альтернативний сплайсинг. 
Локалізований у цитоплазмі, ядрі.